# Матафонов, Михаил Иванович
Михаил Иванович Матафонов (28 декабря 1928, с. Алия, Дальневосточный край — 16 января 2012 года, г. Чита, Российская Федерация) — советский партийный, государственный деятель, первый секретарь Читинского обкома КПСС (1973—1986 гг.).

## Биография
Окончил Балейское педагогическое училище, в 1954 г. — Читинский государственный педагогический институт, в том же году — Высшую комсомольскую школу ЦК ВЛКСМ.
Трудовую деятельность начал в 1950 г. Находился на комсомольской работе:
- 1950—1958 гг. — второй и первый секретарь Центрального райкома ВЛКСМ Читы, заведующий отделом газеты «Комсомолец Забайкалья», секретарь обкома ВЛКСМ,
- 1958—1964 гг. — первый секретарь Читинского РК КПСС, парторг и секретарь парткома в колхозно-совхозном управлении,
- 1964—1971 гг. — секретарь,
- 1971—1973 гг. — второй секретарь,
- 1973—1986 гг. — первый секретарь Читинского обкома КПСС,
- с 2004 г. — депутат Читинской областной думы, входил в состав фракции КПРФ.

Кандидат в члены ЦК КПСС (1976—1989); депутат Совета Союза Верховного Совета СССР 9-11 созывов (1974—1989) от Читинской области.

## Награды и звания
Награждён орденами Ленина (27.12.1978), Октябрьской Революции (1973), Трудового Красного Знамени (1971, 1985), «Знак Почёта» (1966), медалями, в том числе «За заслуги перед Читинской областью» (1997). Почётный гражданин Читинской области (2003).